# Hanajo Ikuta
Hanajo Ikuta rozená Hanajo Nišizaki (japonsky 生田 花世, Ikuta Hanajo; 14. října 1888 Izumija – 8. prosince 1970) byla japonská feministická spisovatelka, redaktorka a učitelka.

## Životopis
Narodila se ve vesnici Izumija v Itano v prefektuře Tokušima jako dcera Jasutaróa Nišizakiho. Studovala na Dívčí střední škole v prefektuře Tokušima a chtěla se stát učitelkou.
Už jako dospívající dívka psala pro časopisy a jako mladá žena začala učit na základní škole. Po smrti svého otce roce se v roce 1910 přestěhovala do Tokia. Editovala a psala pro literární časopisy a ženská periodika jako Seitó, Beatrice, Njonin Geidžucu a Women and Labor. Psala kulturní recenze, včetně recenze japonského zpracování hry Živnost paní Warrenové od George Bernada Shawa a esejí psané v první osobě o ženství, včetně esejí o „debatě o cudnosti”. V článku z roku 1914 „O hladu a cudnosti” se ptá: „Je možné aby si úřednice vydělávala na živobytí a zároveň se neobávala, zda bude schopná perfektně ochránit svou drahocennou cudnost?” Hanajo došla k závěru, že rodina a společenské a ekonomické struktury na počátku 20. století v Japonsku, nutily některé ženy, aby si vybraly mezi životem a vážeností tím, že je vyloučily bez jiné opory z možnosti vlastnit majetek a mít povolání.
Hanajo v roce 1917 vydala knihu poezie a román na začátku 20. let. Ve 30. letech navštívila japonské vojenské jednotky na Tchaj-wanu a napsala o mandžuské kuchyni. Během 2. světové války byla vládní pracovnicí, než byla popálena během náletu. Po válce vedla literární diskuze pro ženy a vydala populární vydání Příběhu prince Gendžiho. Jeden z jejích citátů byl použit na volebním plakátu z roku 1946, který vyzýval ženy, aby šly volit.

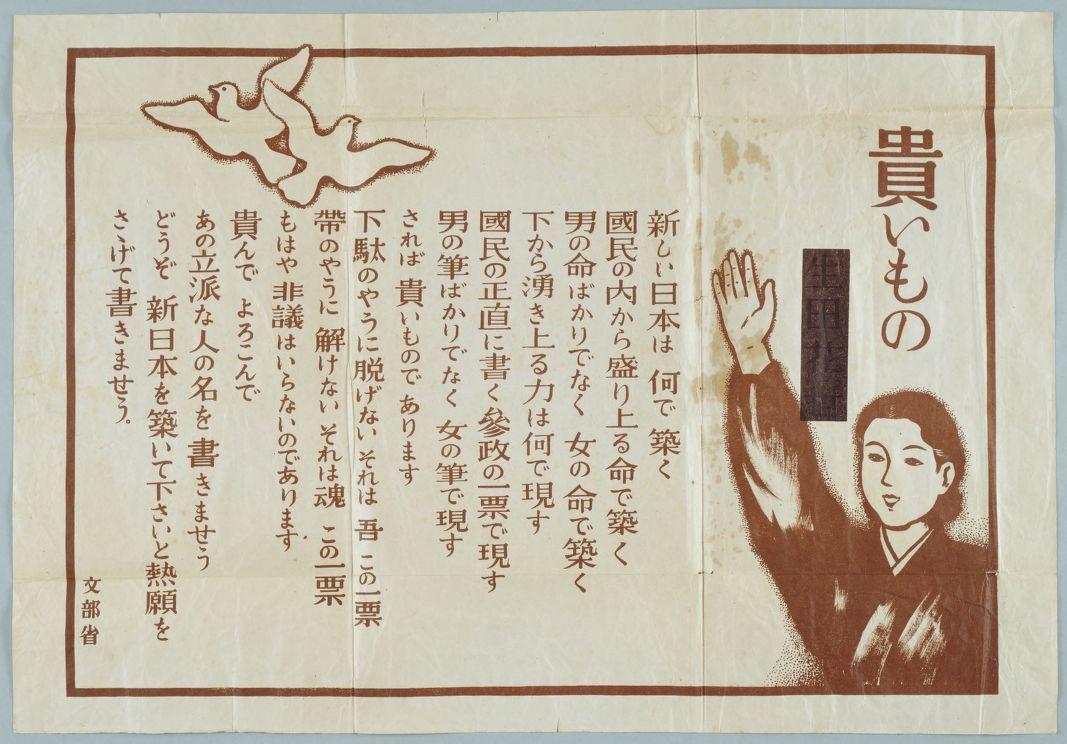
Volební plakát z roku 1946 s citátem od Hanajo Ikuty, nabádající ženy, aby šli k volbám.

### Soukromí
Provdala se za spisovatele Šungecua Ikutu a užívala jeho příjmení. Její manžel zemřel v roce 1930, když spáchal sebevraždu. Hanajo Ikuta zemřela v roce 1970 ve věku 82 let.